# 올리비아 콜

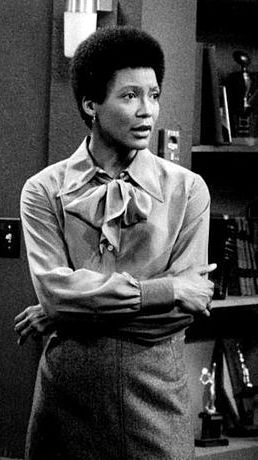

올리비아 콜(Olivia Cole, 1942년 11월 26일 ~ 2018년 1월 19일)는 미국의 배우이다.
멤피스에서 태어났으며 산미겔데아옌데에서 사망하였다. 사인은 심근 경색이다.

## 출연 작품

### 영화
- Heroes (1977)
- 귀향 (1978)
- 고독한 영웅 (1981, Some Kind of Hero)
- Big Shots (1987)
- 퍼스트 선데이 (2008, First Sunday)

### 텔레비전
- 여형사 페퍼 (1975-76)
- 뿌리 (1977)
- 남과 북 (1985)
- L.A. 로 (1989-93)